# Sloan Park
Le Sloan Park est un stade de baseball, d'une capacité de 15 000 places, situé dans la ville de Meza, dans l'État américain de l'Arizona.
Inauguré en 2014, il est depuis cette date le stade des entraînements de printemps des Cubs de Chicago, remplaçant le HoHoKam Stadium (en). Il est à ce titre le stade des entraînements de printemps de la MLB de plus grande capacité. Le stade, qui s'appelait Cubs Park depuis son ouverture, change de nom pour Sloan Park le 8 janvier 2015.